# Marta Straszna
Marta Straszna (ur. 28 listopada 1920 w Siemianowicach Śląskich, zm. 6 stycznia 1992 w Moguncji) – polska niezawodowa aktorka filmowa znana głównie z roli Habrykowej w filmie „Paciorki jednego różańca” w reżyserii Kazimierza Kutza.
Urodziła się i niemal całe życie spędziła w Siemianowicach Śląskich. Była dwukrotnie zamężna. Jako wdowa po żołnierzu Wehrmachtu po II wojnie światowej była krótko internowana w obozie dla Niemców w Rudzie Śląskiej. Przez wiele lat  pracowała jako frezerka w siemianowickiej Hucie Jedność.

## Kariera
Występy publiczne Marta Straszna rozpoczęła dopiero na emeryturze, kiedy zgłosiła się do konkursu mówienia gwarą śląską organizowanego w domu kultury Kopalni „Gottwald” w Katowicach, który to konkurs niespodziewanie wygrała. W późniejszym czasie zaczęła udzielać się w kołach gawędziarek regionalnych oraz prowadzić karczmy piwne.
Główną rolę w „Paciorkach jednego różańca” aktorka dostała niejako przez przypadek – pierwotnie zgłosiła się do tego filmu jako statystka. Za rolę tę otrzymała (wraz z Augustynem Halottą odtwarzającym postać starego Habryki) w roku 1980 Srebrne Grono – nagrodę festiwalu Lubuskie Lato Filmowe w Łagowie. W późniejszym okresie aktorka zagrała i statystowała jeszcze w kilkunastu filmach. W roku 1987 Marta Straszna wyjechała do Niemiec. Trafiła tam najpierw do obozu przejściowego we Friedlandzie, a następnie osiadła w Moguncji, gdzie zmarła w roku 1992.

## Filmografia
- 1979 – Paciorki jednego różańca, reż. Kazimierz Kutz
- 1982 – Do góry nogami, reż. Stanisław Jędryka
- 1983 – Na straży swej stać będę, reż. Kazimierz Kutz
- 1986 – Magnat – reż. Filip Bajon
- 1986 – Komedianci z wczorajszej ulicy, reż. Janusz Kidawa
- 1986 – Budniokowie i inni, reż. Janusz Kidawa
- 1986 – Biała wizytówka, reż. Filip Bajon
- 1987 – Sławna jak Sarajewo, reż. Janusz Kidawa[2]
- 1989 – Stary porfel - przedstawienie Teatru Telewizji w reżyserii Kazimierza Kutza[3]